# Atretium
Genre
Atretium est un genre de serpents de la famille des Natricidae. 

## Répartition
Les espèces de ce genre se rencontrent dans le sud-est de l'Asie.

## Liste d'espèces
Selon The Reptile Database (6 septembre 2013) :
- Atretium schistosum (Daudin, 1803)
- Atretium yunnanensis Anderson, 1879

## Publication originale
- Cope, 1861 : Contributions to the ophiology of Lower California, Mexico and Central America. Proceedings of the Academy of Natural Sciences of Philadelphia, vol. 13, p. 292-306 (texte intégral).